# マット・ペグ
マット・ペグ（Matt Pegg、1971年3月27日 - ）は、イギリスの音楽家、ベーシスト。本名は、マシュー・ペグ（Matthew Pegg）。現在は、ロック・バンド、プロコル・ハルムで活動している。

## 略歴
マット・ペグは、1971年、フェアポート・コンヴェンションとジェスロ・タルでベーシストを務めたデイヴ・ペグの息子として生まれた。彼は、生まれながらに練達したベーシストで、ジェスロ・タルのツアーで父親の代役を務めたことは有名な話だ。彼は、フランシス・ダナリー、イアン・ブラウン、クリス・ディフォードと共にレコーディングを行なっている。
1989年、マット・ペグは、16歳でプロとなった。現代プログレッシブ・ロック・スタイルのブラインダー（Blinder）というバンドでのデビューだった。ブラインダーは、イット・バイツの2度のサポートでたいへんな成功を収め、このことが後に雇い主になるフランシス・ダナリーの関心を引くきっかけとなった（ブラインダーの他のメンバーは、後にヘッドスウィム（ポリドール・レコードと契約）とブラックカーを結成している）。
マット・ペグは、フランシス・ダナリーの2001年のアルバム『Man』に参加し、彼の「ホームタウン」（Hometown）ツアーに同行した。この様子は、翌年発表されたライブ・アルバム『Hometown 2001』にも収録された。
マット・ペグは、1993年以降、プロコル・ハルムに所属している。定期的にツアーを行ない、アルバム『ウェルズ・オン・ファイアー』やDVD『ライヴ・アット・ザ・ユニオン・チャペル』にも登場している。彼は、現在、フォークロック・グループであるザ・ギャザリングのツアーに参加している。